# Fair Game (film, 1995)
Pour les articles homonymes, voir Fair Game.
Pour plus de détails, voir Fiche technique et Distribution.
Fair Game est un film d'action américain réalisé par Andrew Sipes et sorti en 1995. Tourné en Floride, il a valu à Cindy Crawford trois nominations aux Razzie Awards 1995 : Pire actrice, Pire couple à l'écran (avec William Baldwin) et Pire révélation. Son échec commercial a été retentissant, avec une recette américaine de moins de 12 millions de dollars, alors qu'il en avait coûté 50.

## Synopsis
Une avocate Kate McQuean (Cindy Crawford) voulant récupérer un bateau pour un de ses clients est poursuivie par la mafia russe.
L'inspecteur de police Max Kirkpatrick (William Baldwin) va malgré lui devoir protéger cette ravissante avocate et déjouer les nombreux  pièges tendus par leurs poursuivants.

## Fiche technique
- Titre : Fair Game
- Titre québécois : Cibles de choix
- Réalisation : Andrew Sipes
- Scénario : Charlie Fletcher d'après le roman Fair Game (A Running Duck) de Paula Gosling
- Musique : Mark Mancina
- Photographie : Richard Bowen
- Montage : David Finfer, Steven Kemper (de) et Christian Wagner
- Production : Joel Silver
- Société de production : Warner Bros. et Silver Pictures
- Société de distribution : Warner Bros.
- Pays :  États-Unis
- Genre : Action, romance et thriller
- Durée : 91 minutes
- Date de sortie : 3 novembre 1995 (USA)

## Distribution
- William Baldwin (VF : Maurice Decoster) : Max Kirkpatrick
- Cindy Crawford : Kate McQuean
- John Bedford Lloyd : le détective Louis Aragon
- Steven Berkoff (VF : Jean-Jacques Nervest) : Colonel Ilya Pavel Kazak
- Christopher McDonald (VF : Gérard Rinaldi) : Lieutenant Meyerson
- Miguel Sandoval : Emilio Juantorena
- Johann Carlo : Jodi Kirkpatrick
- Salma Hayek : Rita
- John Bedford Lloyd : Det. Louis Aragon
- Olek Krupa : Zhukov
- Jenette Goldstein : Rosa
- Marc Macaulay (en) : Navigator
- Frank Medrano : Graybera
- Paul Dillon : Hacker
- Dan Hedaya : Walter Hollenbach